# Enrique Fernández Viola
Enrique Fernández Viola (Montevideo, Uruguay, 10 de junio de 1912 - 6 de octubre de 1985) fue un futbolista y entrenador uruguayo.
Jugó en la Selección uruguaya con la cual obtuvo la Copa América de 1935. Como entrenador ganó dos campeonatos de la Primera División de Uruguay con Nacional y en tres ocasiones la Liga española; dos con el FC Barcelona (además de la Copa Latina) y otra con el Real Madrid. También dirigió a Gimnasia y Esgrima La Plata en el recordado equipo bautizado Lobo del 62. 

## Selección nacional
Disputó con la Selección de fútbol de Uruguay un total de 8 partidos, convirtiendo 1 gol.

### Participaciones en Copa América
| Copa              | Sede | Resultado | PJ (G) |
| ----------------- | ---- | --------- | ------ |
| Copa América 1935 | Perú | Campeón   | 3 (0)  |

## Clubes

### Como futbolista
| Club          | País      | Año       |
| ------------- | --------- | --------- |
| Nacional      | Uruguay   | 1931      |
| Talleres (RE) | Argentina | 1931      |
| Independiente | Argentina | 1931-1932 |
| Nacional      | Uruguay   | 1933-1934 |
| Barcelona     | España    | 1935-1936 |
| Nacional      | Uruguay   | 1936-1937 |

### Como entrenador
| Club               | País      | Año       | PJ | PG | PE | PP |
| ------------------ | --------- | --------- | -- | -- | -- | -- |
| Nacional           | Uruguay   | 1946      | 18 | 15 | 2  | 1  |
| Barcelona          | España    | 1947-1950 | 90 | 50 | 17 | 23 |
| Nacional           | Uruguay   | 1950-1952 | 45 | 34 | 5  | 6  |
| Real Madrid        | España    | 1953-1954 | 36 | 21 | 6  | 9  |
| Colo-Colo          | Chile     | 1955-1956 | 59 | 31 | 13 | 15 |
| Sporting Lisboa    | Portugal  | 1957-1959 | 32 | 21 | 8  | 3  |
| Real Betis         | España    | 1959-1960 | 35 | 17 | 5  | 13 |
| Selección uruguaya | Uruguay   | 1961-1962 | 14 | 4  | 4  | 6  |
| Gimnasia La Plata  | Argentina | 1962      | 18 | 11 | 5  | 3  |
| River Plate        | Argentina | 1964      | 30 | 13 | 11 | 6  |
| Palestino          | Chile     | 1965      | 34 | 16 | 11 | 7  |
| Gimnasia La Plata  | Argentina | 1966-1967 | 50 | 19 | 15 | 16 |
| Selección uruguaya | Uruguay   | 1967-1969 | 15 | 4  | 6  | 5  |

## Palmarés

### Como futbolista
| Título                      | Club               | País               | Año  |
| --------------------------- | ------------------ | ------------------ | ---- |
| Primera División de Uruguay | Nacional           | Uruguay            | 1933 |
| Primera División de Uruguay | Nacional           | Uruguay            | 1934 |
| Copa América                | Selección uruguaya | Selección uruguaya | 1935 |

### Como entrenador
| Título               | Club        | País    | Año     |
| -------------------- | ----------- | ------- | ------- |
| Primera División     | Nacional    | Uruguay | 1946    |
| Primera División     | Barcelona   | España  | 1947-48 |
| Primera División (2) | Barcelona   | España  | 1948-49 |
| Copa Latina          | Barcelona   | Europa  | 1948-49 |
| Primera División (2) | Nacional    | Uruguay | 1950    |
| Primera División (3) | Real Madrid | España  | 1953-54 |
| Primera División     | Colo-Colo   | Chile   | 1956    |